# Peter van Hugten

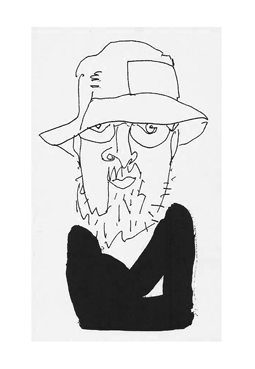

Peter van Hugten (Amsterdam, 31 maart 1949 - aldaar, 17 december 2023) was een Nederlands tekenaar, schilder en illustrator, vooral bekend door zijn werk voor de Volkskrant.
Op 12-jarige leeftijd begon Van Hugten tijdens een lange ziekenhuisopname serieus met tekenen. Van 1974 tot 1976 werkte hij als politiek tekenaar en illustrator voor NRC Handelsblad. Vanaf 1978 was hij meer dan 40 jaar  medewerker van de Volkskrant.
Van Hugten  verzorgde meer dan 300 boeken en boekomslagen. Een aantal daarvan behoorde tot de Best Verzorgde Boeken. Tot zijn belangrijkste boekillustraties behoren de tekeningen bij het Verzameld werk van Willem Elsschot (2005, 2007) en Charles de Costers Tijl Uilenspiegel (2007).
Daarnaast gaf Van Hugten les aan de Gerrit Rietveld Academie (1980-1995) en de Koninklijke Academie van Beeldende Kunsten in Den Haag (1979-2000). Hij exposeerde  met regelmaat.
In oktober 2010 verscheen een verzameling tekeningen onder de titel Bloot. Het voorwoord hiervan werd geschreven door Philip Freriks.